# Йоахим Рингелнац (награда)
Литературната награда „Йоахим Рингелнац“ (на немски: Joachim-Ringelnatz-Preis) за поезия е наречена на писателя Йоахим Рингелнац. След 2002 г. се присъжда на всеки две години от град Куксхафен, провинция Долна Саксония. Отличието получават поети, „които имат значителен, художествено независим принос към немскоезичната съвременна литература“.
Наградата е в размер на 15 000 €.
От 2006 до 2006 г. и след 2010 г. се присъжда допълнителна поощрителна награда за млад автор на стойност 5000 €, която се определя от основния лауреат.

## Носители на наградата (подбор)
- Петер Рюмкорф (2002)
- Роберт Гернхарт (2004)
- Волф Бирман (2006)
- Барбара Кьолер (2008)
- Вулф Кирстен (2010)
- Нора Гомрингер (2012)
- Улрике Дрезнер (2014)